# تشانغ يين
تشانغ يين (بالصينية: 张茵) هي سيدة أعمال ورائدة أعمال صينية، ولدت في 1957 في شاوغوان في الصين.